# Christa Bürger
Christa Bürger (* 20. Mai 1935 in Frankfurt am Main) ist eine deutsche Germanistin. Sie war von 1973 bis 1998 Professorin für Literaturwissenschaft am Institut für deutsche Sprache und Literatur I der Johann Wolfgang Goethe-Universität Frankfurt am Main. Zu ihren Arbeitsgebieten gehörte insbesondere die Rekonstruktion der Rezeptionsgeschichte der Literatur der Aufklärung und das Entstehen der Dichotomie von „hoher“ und „niederer“ Literatur, später auch die Theorie der ästhetischen Moderne, die gesellschaftliche Rolle von Schriftstellerinnen in der Epoche zwischen Aufklärung und Romantik sowie eine feministische Theorie der Literatur.
Christa Bürger war verheiratet mit dem Bremer Literaturwissenschaftler Peter Bürger (1936–2017), mit dem sie auch fachlich eng zusammenarbeitete. Im Programm zum Symposium zu Christa Bürger und Peter Bürger im Deutschen Literaturarchiv Marbach hieß es im Jahr 2016: „Die Literaturwissenschaftler Christa Bürger und Peter Bürger haben als Intellektuelle die politisch und bildungsreformerisch turbulente zweite Hälfte des 20. Jahrhunderts in der Bundesrepublik entscheidend mitgeprägt.“

## Leben und Forschung
Christa Bürger wuchs mit ihrer älteren Schwester in einer Dreizimmerwohnung in der Niddastraße in Frankfurt am Main auf; ihr Vater arbeitete für die Reichsbahn am Frankfurter Güterbahnhof. Nach dem Besuch einer Volksschule in Frankfurt  und – kriegsbedingt – im Winter 1943/44 einer zweiklassigen Dorfschule bei Verwandten in der Rhön konnte Christa Müller – so ihr Geburtsname – schließlich in Frankfurt auf ein Gymnasium wechseln. Dort bestand sie 1956 das Abitur. Danach studierte sie in Frankfurt u. a. bei Josef Kunz (1906–1990) Germanistik, mit dem Ziel, Lehrerin zu werden. Nach dem Staatsexamen ging sie von 1961 bis 1963 als Lektorin an die Universität Lyon. Sie besuchte das Studienseminar in Offenbach und unterrichtete von 1965 bis 1973 als Studienrätin Deutsch, Philosophie und Französisch an Gymnasien: zunächst am Clara-Schumann-Gymnasium in Bonn, am gleichen Ort, an dem ihr Ehemann Peter Bürger als Hochschulassistent an der Universität tätig war, bis er 1971 einen Ruf nach Bremen an die jüngst gegründete Universität Bremen erhielt. Eine Zwischenstation war Erlangen, danach lebten beide Jahrzehnte lang in Bremen.
Während ihrer Bonner Zeit entstanden die Vorarbeiten zu ihrer Dissertation, die 1973 im Athenäum Verlag unter dem programmatischen Titel Textanalyse als Ideologiekritik. Zur Rezeption zeitgenössischer Unterhaltungsliteratur erschien, im gleichen Jahr wie ihre ideologiekritische Auseinandersetzung mit der Fachdidaktik des Deutschunterrichts (Deutschunterricht – Ideologie oder Aufklärung). Unter Berufung auf beide Schriften bewarb sich Christa Bürger 1973 um eine Professur an der Frankfurter Universität und wurde vom Kultusministerium ins damalige Institut für Didaktik der deutschen Sprache und Literatur berufen, wo sie bis zu ihrer Pensionierung forschte und lehrte.
Orientiert an der Kritischen Theorie der Frankfurter Schule hielt sie Seminare und Vorlesungen zur Geschichte des Deutschunterrichts und erarbeitete mit Studierenden des Lehramts Unterrichtsmodelle unter dem Lernziel Aufklärung. Ihr bei Diesterweg publiziertes Unterrichtsmodell zur zeitgenössischen Unterhaltungsliteratur (1974) wurde 1976 zeitweise in West-Berlin vom Schulsenator als „ideologisch und völlig einseitig“ vom Einsatz im Unterricht ausgeschlossen, nach Widersprüchen von Volker Klotz und Hans-Jörg Neuschäfer jedoch rehabilitiert. Gemeinsam mit Peter Bürger forschte und publizierte sie zugleich über den Funktionswandel von Kunst und Literatur im Verlauf der Epochen Aufklärung, Sturm und Drang und Weimarer Klassik (d. h. über das Entstehen der Vorstellung von einer Autonomie des Kunstwerks), eingegangen ist diese Thematik u. a. in das Suhrkamp-Buch Der Ursprung der bürgerlichen Institution Kunst im höfischen Weimar. Literatursoziologische Untersuchungen zum klassischen Goethe.
In den 1980er-Jahren weitete Christa Bürger ihre Forschungsthemen erneut aus und näherte sich dem literarischen Feminismus an, indem sie sich mit Lebensentwürfen von Frauen aus vier Jahrhunderten (so der Untertitel eines ihrer Bücher) befasste. Diesen „Richtungswechsel von der Literaturwissenschaft zum feministischen Essay“ begründete sie in ihrer ausführlichen, ihren wissenschaftlichen Werdegang rekonstruierenden Autobiografie Mein Weg durch die Literaturwissenschaft (2003) mit dem Hinweis, der von ihr seit jeher vertretene institutionssoziologische Theorierahmen sei auch geeignet, „ein Schreiben anzuerkennen, das für die Geschichte der Literatur überhaupt nicht existiert. […] Aus der Perspektive des Dichotomisierungsprozesses betrachtet, stellt sich, was Frauen geschrieben haben, als etwas dar, was den Status von Literatur nicht erreicht.“ Zahlreiche Essays wurden – auch nach ihrer Pensionierung – im Deutschlandfunk gesendet.
Christa Bürger lebt heute in Berlin.

## Werke (Auswahl)
- Deutschunterricht – Ideologie oder Aufklärung. Diesterweg, Frankfurt am Main 1973, ISBN 978-3-425-01614-6.
- Textanalyse als Ideologiekritik. Zur Rezeption zeitgenössischer Unterhaltungsliteratur. Athenäum, Frankfurt am Main 1973, ISBN 978-3-7610-0350-3.
- Zeitgenössische Unterhaltungsliteratur. Historischer Roman, Sachbuch, Eheroman Jugendroman. Diesterweg, Frankfurt am Main 1974, ISBN 978-3-425-06271-6.
- Der Ursprung der bürgerlichen Institution Kunst im höfischen Weimar. Literatursoziologische Untersuchungen zum klassischen Goethe. Suhrkamp, Frankfurt am Main 1977, ISBN 978-3-518-07461-9.
- als Herausgeberin mit Peter Bürger und Jochen Schulte-Sasse: Naturalismus, Ästhetizismus. Suhrkamp, Frankfurt am Main 1979, ISBN 978-3-518-10992-2.
- Tradition und Subjektivität. Suhrkamp, Frankfurt am Main 1980, ISBN 978-3-518-07926-3.
- als Herausgeberin mit Peter Bürger und Jochen Schulte-Sasse: Aufklärung und literarische Öffentlichkeit. Suhrkamp, Frankfurt am Main 1980, ISBN 978-3-518-11040-9.
- als Herausgeberin mit Peter Bürger und Jochen Schulte-Sasse: Zur Dichotomisierung von hoher und niederer Literatur. Suhrkamp, Frankfurt am Main 1982, ISBN 978-3-518-11089-8.
- mit Herbert von der Heide: Vom Sturm und Drang zur Klassik. Materialien zum Funktionswandel der Literatur. Metzler, Stuttgart 1982, ISBN 978-3-476-30236-6 (Lehrerband), ISBN 978-3-476-20294-9 (Schülerarbeitsbuch).
- als Herausgeberin mit Peter Bürger: Postmoderne: Alltag, Allegorie und Avantgarde. Suhrkamp, Frankfurt am Main 1987, ISBN 978-3-518-28248-9.
- Leben schreiben. Die Klassik, die Romantik und der Ort der Frauen. J.B. Metzler, Stuttgart 1990, ISBN 978-3-476-00681-3.
- Diese Hoffnung, eines Tages nicht mehr allein zu denken. Lebensentwürfe von Frauen aus vier Jahrhunderten. Metzler, Stuttgart 1996, ISBN 978-3-476-01461-0.
- mit Peter Bürger: Das Verschwinden des Subjekts. / Das Denken des Lebens. Fragmente einer Geschichte der Subjektivität. Suhrkamp Verlag, Frankfurt am Main 2000, ISBN 978-3-518-29112-2.
- Mein Weg durch die Literaturwissenschaft. 1968 – 1998. Suhrkamp Verlag, Frankfurt am Main 2003, ISBN 978-3-518-12312-6, Neuausgabe im Wallstein Verlag, Göttingen 2019, ISBN 978-3-8353-3509-7.
- Goethes Eros. Insel Verlag, Frankfurt am Main 2009, ISBN 978-3-458-35025-5.
- Exzeß und Entsagung. Lebensgebärden von Caroline Schlegel-Schelling bis Simone de Beauvoir. Wallstein Verlag, Göttingen 2016, ISBN 978-3-8353-1945-5.

## Belege
1. ↑  Ralf Schnell: Die Literaturwissenschaftlerin Christa Bürger wird 90: Liebe, Ordnung, Einsamkeit. In: Der Tagesspiegel Online. ISSN 1865-2263 (tagesspiegel.de [abgerufen am 29. Juli 2025]).
2. ↑  Lebensform Kritik - Symposium zu Christa Bürger und Peter Bürger im Deutschen Literaturarchiv Marbach. Deutsches Literatur Archiv Marbach, 30. September 2016, abgerufen am 29. Juli 2025.
3. ↑  Christa Bürger: Mein Weg durch die Literaturwissenschaft. 1968 – 1998. Suhrkamp Verlag, Frankfurt am Main 2003, ISBN 978-3-518-12312-6, S. 123. – Alle Details im Abschnitt Leben beruhen auf dieser Publikation.
4. ↑   Christa Bürger, Mein Weg durch die Literaturwissenschaft, S. 239, 249

| Personendaten    | Personendaten                              |
| ---------------- | ------------------------------------------ |
| NAME             | Bürger, Christa                            |
| KURZBESCHREIBUNG | deutsche Germanistin und Hochschullehrerin |
| GEBURTSDATUM     | 20. Mai 1935                               |
| GEBURTSORT       | Frankfurt am Main                          |